# Cova d'en Rotllan
Amb el nom de Cova d'en Rotllan es coneixen dos dòlmens situats un al costat de l'altre en el terme comunal de Cortsaví, a la comarca del Vallespir, de la Catalunya del Nord.
La Cova d'en Rotllan I és un dolmen molt ben conservat. De planta simple (sense corredor). Les excavacions que s'hi van fer no van aportar més que petits fragments d'objectes o d'ossos. La Cova d'en Rotllan II, més petita, és un vestigi constituït únicament per dues lloses verticals que formen angle recte.

## Situació
La Cova d'en Rotllan és entre el poble de Cortsaví i Vetera, prop del GR10, al nord-oest per damunt del Pla del Castellar, a 1000 m alt. Està indicat amb l'abreviació dolm. en el mapa de l'IGN d'1⁄25000, i esmentat amb el nom sencer en el cadastre antic de la comuna. En la versió electrònica dels mapes topogràfics de l'IGN està marcat amb la icona d'un dolmen. Actualment roman amagat dins d'un bosquet espès.

## Descripció i inventari
La Cova d'en Rotllan és, com la major part dels dòlmens catalans del nord, de planta senzilla, és a dir, sense corredor, cosa que el relaciona amb altres dòlmens del Calcolític i principis de l'edat del bronze, durant la segona meitat del segle iii aC.

## Toponímia
Els megàlits de la Catalunya del Nord tenen sovint noms. D'altres llocs ben propers porten el mateix nom llegendari de Rotllan. En territori de la veïna comuna d'Arles es troba el Palet de Rotllan, ja que Rotllan hi hauria, segons la llegenda, jugat a palets amb roques enormes; un altre dolmen del mateix tipus: la Caixa de Rotllan («tomba de Rotllan»). Igualment s'hi troba l'abeurador del cavall de Rotllan, una bassa on el cavaller llegendari hi hauria fet beure el seu cavall Veillantif.
El terme de cova prové sens dubte del fet que l'interior del dolmen és difícilment accessible a causa del seu tancament parcial. La llegenda diu que Rotllan tenia el costum de venir-hi per tal de reposar. Aquest topònim llegendari demostra la seva coneixença de molts segles enrere.

## Història
L'interior del dolmen principal va ser objecte de pillatge en data desconeguda, fa més d'un segle, a causa del seu abandonament.
El dolmen principal és conegut des de sempre pels habitants de la zona, com es pot veure pel seu mateix nom, però mai no se n'havia publicat res. Jean Abélanet el va fer conèixer el 1957 i després en va fer l'excavació, conjuntament amb Pere Ponsich, el 1958, després d'un sondatge l'any anterior en el qual es va trobar un casc prehistòric.